# St. Remigius (Häfnerhaslach)

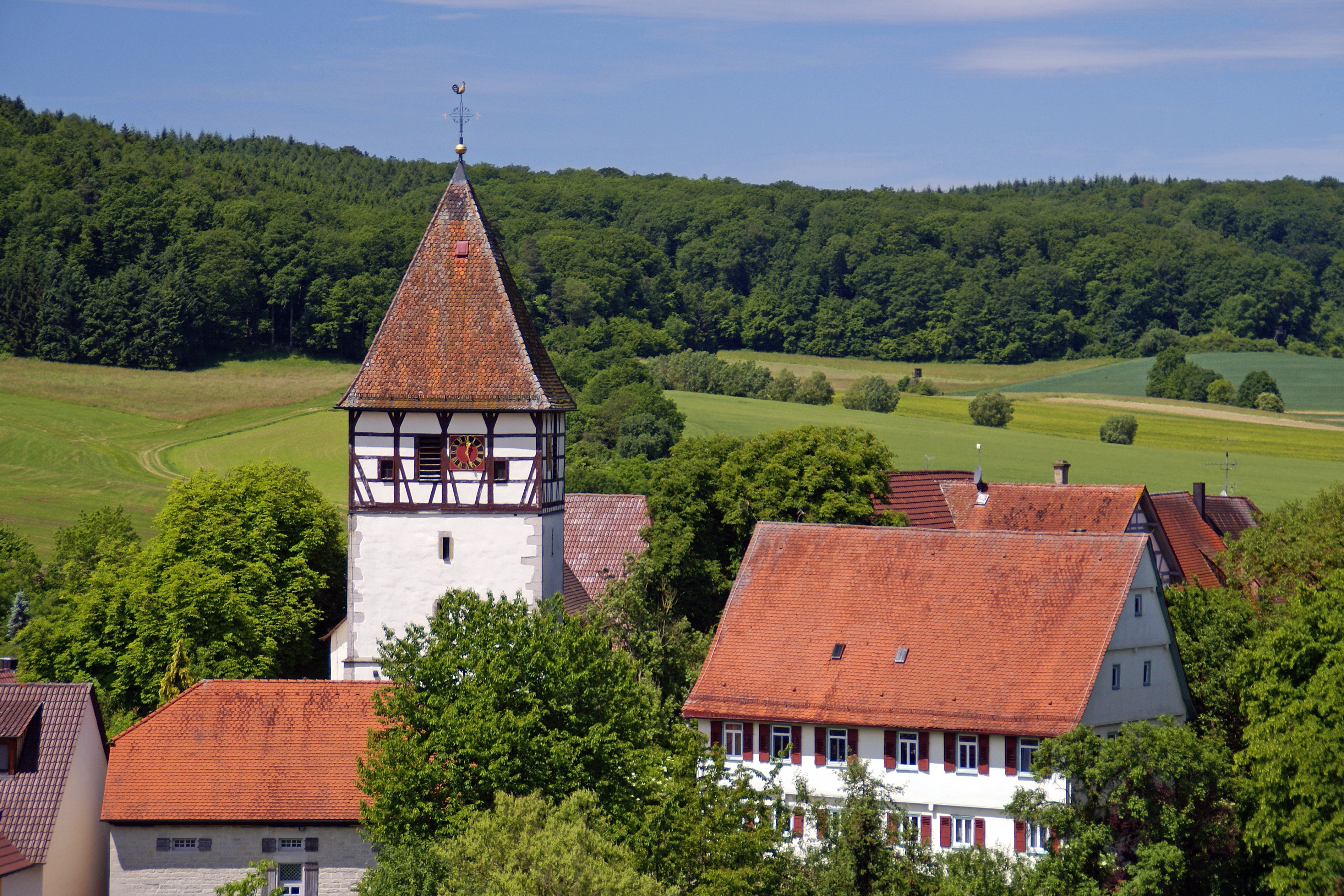
St. Remigius in Häfnerhaslach

Die evangelische Pfarrkirche St. Remigius ist ein geschütztes Kulturdenkmal nach dem Denkmalschutzgesetz. Sie steht in Häfnerhaslach, einem Ortsteil der Stadt Sachsenheim im Landkreis Ludwigsburg in Baden-Württemberg. Die Kirchengemeinde gehört zum Kirchenbezirk Vaihingen-Ditzingen der Evangelischen Landeskirche in Württemberg.

## Beschreibung
Die Saalkirche besteht aus einem 1767 gebauten Langhaus, das gegenüber dem des Vorgängerbaus nach Süden erweitert wurde, und einem Chorturm im Osten, dessen zwei untere Geschosse aus dem Mittelalter stammen. Der Chorturm wurde im 16. Jahrhundert mit einem Geschoss aus Holzfachwerk aufgestockt, das die Turmuhr und den Glockenstuhl mit einer Kirchenglocke von 1431 beherbergt, und mit einem Pyramidendach bedeckt. 
Der Innenraum des Chors, also das Erdgeschoss des Chorturms, wurde 1420 mit einem Kreuzrippengewölbe auf Konsolen überspannt. Die um 1420 entstandenen Fresken zeigen die vier Evangelistensymbole. 